# Chrysanthellum
Chrysanthellum là một chi thực vật có hoa trong họ Cúc (Asteraceae).

## Loài
Chi Chrysanthellum gồm các loài: